# Mouriscas
Les Mouriscas és una freguesia portuguesa del municipi d'Abrantes, amb 35,02 km² d'àrea i 1.832 habitants (2011).
La freguesia de les Mouriscas situada a la zona est del municipi, al nord de riu Tajo, i té com a veïns dos municipis de tres freguesias d'Abrantes. Els primers són el Sardoal al nord-oest i Mação al nord-est i a l'est. Les segones són Concavada i Pego al sud i Alferrarede a l'oest. Està a la riba a la dreta del riu Tajo al llarg de tot el límit sud.